# Palazzo Spinelli di Fuscaldo
Le Palazzo Spinelli di Fuscaldo est un palais de Naples, situé via Santa Maria di Costantinopoli dans le quartier San Lorenzo et contigu au Palazzo Castriota.

## Histoire et description
Ce palais monumental fut la résidence des Castriota, marquis d'Atripalda, et au XVIIe siècle appartint à la famille Marciani: c'est ainsi qu'il fut occupé pendant la période de la République napolitaine (1647) par Masaniello et d'autres, car les Marciani étaient juges de la Vicaria.
Au XVIIIe siècle, il passe à la famille Spinelli di Fuscaldo, dont l'un des membres, Giuseppe Spinelli, devint cardinal et archevêque de Naples.
Le palais vit alors une période de splendeur artistique et culturelle, suivi d'une période de décadence qui dure pendant tout le XIXe siècle. En 1890, le piano nobile (étage noble) est vendu au notaire Tavassi, puis les autres étages sont vendus par appartements.
En 1938, l'immeuble a été classé comme monument d'intérêt historique et en 1942 il est acheté par Achille Lauro qui s'en servit pour y installer les bureaux de la police militaire et de la Chambre du travail. Dans les années 1970, il fut incorporé à l'université Frédéric II pour sa faculté de médecine. 
L'édifice est constitué d'un rez-de-chaussée, qui comprenait autrefois les écuries, et de trois étages. Une loggia avec colonnade et arcs donne sur une cour d'honneur de plan rectangulaire et conduit au jardin. L'intérieur du palais possède des fresques de Pietro Bardellino et de Giuseppe Cammarano.
C'est ici que naquit Gaetano Azzariti (1881-1961) qui fut président de la cour constitutionnelle.

## Source de la traduction
- (it) Cet article est partiellement ou en totalité issu de l’article de Wikipédia en italien intitulé « Palazzo Spinelli di Fuscaldo » (voir la liste des auteurs).